# Sóc đuôi ngựa
Sundasciurus hippurus là một loài động vật có vú trong họ Sóc, bộ Gặm nhấm. Loài này được I. Geoffroy mô tả năm 1831.